# Eupithecia velutipennis
Eupithecia velutipennis là một loài bướm đêm trong họ Geometridae.